# Ana Fidelia Quirot
Ana Fidelia Quirot (Palma Soriano, 23 de março de 1963) é uma atleta de Cuba, especialista em provas de velocidade. Seu melhor tempo pessoal nos 800 metros rasos é 1.54,44 minutos, marca obtida em 1989, em Barcelona, Espanha.
Ana é detentora de duas medalhas olímpicas, conquistadas nos Jogos Olímpicos de Barcelona, em 1992; e nos Jogos Olímpicos de Atlanta, em 1996, Estados Unidos.